# Саборна црква у Загребу
Саборни храм Преображења Господњег у Загребу, познатији као Преображењска црква, је главни и највећи православни храм у Загребу, смештен уз владичански двор Митрополије загребачко-љубљанске Српске православне цркве. Саборна црква у Загребу је средишња црква митрополије.
Саборна црква Митрополије загребачко-љубљанске је Црква Преображења Господњег на тзв. Цвјетном тргу или Тргу Петра Прерадовића у Загребу.

## Историјат
Малобројни православци у Загребу почетком 18. века били су Срби, Грци и Цинцари, углавном трговци. У прво време Грци су били преовлађујући међу православнима. У то време отпочиње борба за молитвеним домом и оснива се православна општина. Коначно, 1786. године, после снажних отпора месних власти, донета је одлука је у Бечу, на основу писменог обраћања загребачких православаца цару Јосипу Другом.
Како су градске власти циљано отежавале и одуговлачиле процес добијања дозвола за градњу цркве, православна општина Загреба је 1794. године купила капелу Свете Маргарете, на самом улазу у Илицу, са припадајућим земљиштем. Дата, дотад римокатоличка капела, која је припадала Загребачкој бискупији, спомиње се на овом месту од 1334. као жупна црква уз коју су се одржавали „маргаретски сајмови“ (одржавали су се од 1337). Касније је црква припала жупи Светог Марка. како је речено, Капела Свете Маргарете продата је 1794. православним, у то време грчким припадницима, који су тада као трговци и новчари боравили у Загребу. Кад Грка више није било, црква је почела служити православним Србима. Од 1848. загребачка православна црквена општина добија префикс српска.
Због овакве историје саборног храма, улица која пролази иза цркве и данас се зове Маргаретска, а она која пролази испред ње зове се Преображенска.
Капела је била у врло лошем стању и ван употребе, па, и поред оправки, нијем могла дуже служити сврси. Нова црква, у духу православне архитектуре, подигнута је на месту старе богомоље 1866. године, по нацртима архитекте Фрање Клајна. Снажан потрес погодио је Загреб 1880. године није причинио много штете цркви. Обновљена је 1883—1884. године по нацртима архитекта Хермана Болеа. Тада је у њу постављен садашњи иконостас с иконама које је радио сликар Епаминондас Бучевски, поријеклом из Черноваца у Буковини. Херман Боле ће у још два наврата обнављати Преображенску цркву - 1899, када на њу поставља нову капу звоника и 1913—1914, када јој је потпуно преобликовао прочеља.
Врач погађач је 1896. писао о поновном насртају (каменовање) српских храмова у Загребу и Карловцу.
1992. године је минирана зграда Митрополије и Музеја СПЦ, које се налазе уз цркву. На срећу, Милешевска плаштаница, која се налазила (а и данас, 2023. се налази) у Музеју, није уништена.
Дана 4. маја 2007. довршен је иконопис у унутрашњости цркве, а израдио га је руски иконописац Николај Александрович Мухин.
Храм је тешко оштећен у земљотресу 22. марта 2020. године.

## Галерија
- Саборна црква са тргом
- Иконостас цркве
- Фреске у цркви
- Преображењска црква